# 瓦扎湖
瓦扎湖（白俄羅斯語：Важа）是白俄羅斯的湖泊，位於米奧里西南12公里，由維捷布斯克州負責管轄，長2.62公里、寬1.11公里，面積2.94平方公里，集水區面積24.4平方公里，最大水深5.1米，湖中有2個島嶼。